# Carlos Calado
Carlos Nuno Tavares Calado (Alcanena, 5 ottobre 1975) è un ex lunghista, triplista e velocista portoghese.

## Palmarès

### Mondiali
- 1 medaglia:
  - 1 bronzo (Edmonton 2001 nel salto in lungo)

### Mondiali indoor
- 1 medaglia:
  - 1 bronzo (Lisbona 2001 nel salto in lungo)

### Europei indoor
- 1 medaglia:
  - 1 argento (Valencia 1998 nel salto in lungo)

### Campionati ibero-americani
- 2 medaglie:
  - 1 argento (Medellín 1996 nel salto triplo)
  - 1 bronzo (Medellín 1996 nel salto in lungo)

### Europei under 23
- 2 medaglie:
  - 1 oro (Turku 1997 nel salto in lungo)
  - 1 argento (Turku 1997 nei 100 metri piani)